# 専門学校令
専門学校令（せんもんがっこうれい、旧字体：專門學校󠄁令）は、近代日本において、中等教育修了者を対象に高等専門教育を実施した専門学校（いわゆる旧制専門学校）を規定していた勅令。
現在の専門学校（専修学校専門課程）を定める学校教育法第124条とは全く関係ない。

## 沿革
1903年（明治36年）3月27日に勅令61号として発令された。専門学校令の発令当時、日本において高等教育のうち高等専門教育を実施する教育機関に関しては統一された法制度が制定されておらず、文部省は旧制専門学校（以下、専門学校と略す）の設立が申請されるたびに個別に認可の可否を決定する状況であった。しかし旧制中学校が法的に整備され、高等専門教育を望む者が増加すると私立学校を中心に専門学校の設立申請が相次いだ。そこで統一した基準を定める必要が生じ、専門学校令の制定に至ったのである。

## 概要
専門学校令は、第1条において「高等ノ学術技芸ヲ教授スル学校ハ専門学校トス」と専門学校の大枠を定め、続いて「専門学校ハ特別ノ規定アル場合ヲ除クノ外本令ノ規定ニ依ルヘシ」と専門学校に関してはすべてこの勅令で管理することを宣言している。
第五条では、入学資格のある者を「中学校若ハ修業年限四箇年以上ノ高等女学校ヲ卒業シタル者又ハ之ト同等ノ学力ヲ有スルモノト検セラレタル者」として旧制中学校および高等女学校の卒業生を対象としている。また、後段は専門学校入学者検定を指している。第六条で専門学校の修業年限は3ヵ年以上とされた。
また、専門学校には予科・研究科・別科を設置することが認められていた。

なお本法成立以前からの実情を考慮し、本法成立により予科・専攻科等を備え特に高度な教育内容を伴った専門学校は専門学校令の下に「大学」の校名使用が許可され、これらの専門学校の中からは1919年に施行された大学令により旧制大学に昇格するものも現れた（昇格しなかったものもそのほとんどが学制改革で新制大学・短期大学に移行した）。
専門学校令によって設立された専門学校は、宗教系学校、女子専門学校、医学専門学校、歯科医学専門学校、薬学専門学校、外国語学校など多岐にわたり、多様な高等専門教育を実施した。

## 実業専門学校
専門学校令が定められると同時に、実業学校令が改正された。これは実業学校のうち高等教育を実施する教育機関を「実業専門学校」とし、本来は中等教育を実施するはずの実業学校から高等教育に類する学校を分離して別の教育機関として位置づけるためであった。具体的には高等商業学校・高等工業学校・高等農林学校などが実業専門学校に分類された教育機関である。ここで規定された「実業専門学校」は実業学校令ではなく、専門学校令に基づく専門学校の別類型として扱われた。

## 戦時中の改正
第二次世界大戦中の1943年（昭和18年）2月16日、専門学校令の改正および実業学校令の廃止により専門学校と実業専門学校の区別は廃止され、同じ「専門学校」として扱われることとなった。翌1944年（昭和19年）には各種の専門学校は経済専門学校（旧高商）・工業専門学校（旧高工）・農林専門学校（旧高農）・外事専門学校（旧外国語学校）などと改称した。官立学校については各学校種別の共通規定が制定された。戦後の1946年（昭和21年）には「官立専門学校官制」が制定されている。その後、学校教育法制定により1947年（昭和21年）4月1日から廃止された。